# Calycogonium cocoense
Calycogonium cocoense är en tvåhjärtbladig växtart som beskrevs av Brother Alain. Calycogonium cocoense ingår i släktet Calycogonium och familjen Melastomataceae. Inga underarter finns listade i Catalogue of Life.